# Tahitinemobius
Tahitinemobius is een geslacht van rechtvleugeligen uit de familie krekels (Gryllidae). De wetenschappelijke naam van dit geslacht is voor het eerst geldig gepubliceerd in 1986 door Gorochov.

## Soorten
Het geslacht Tahitinemobius  is monotypisch en omvat slechts de volgende soort:
- Tahitinemobius tigrinus (Saussure, 1877)